# Эмиссия ценных бумаг
Эми́ссия це́нных бумаг — установленная законодательством последовательность действий эмитента по размещению на финансовых рынках эмиссионных ценных бумаг; выпуск ценных бумаг в обращение, в том числе продажа ценных бумаг их первым владельцам — гражданам или юридическим лицам.
Эмиссия компаниями ценных бумаг (акций и облигаций) является одним из средств привлечения долгосрочного (эмитированного) капитала. Как правило, акции выпускаются акционерным обществом для удовлетворения текущих потребностей в дополнительном капитале, облигации же представляют собой вид долгосрочного заимствования. Эмиссию ценных бумаг могут осуществлять акционерные компании в сфере промышленности, торговли, коммунальных и бытовых услуг, кредита и финансов, а также государство.
Эмиссию ценных бумаг в России определяет федеральный закон «О рынке ценных бумаг» № 39-ФЗ от 22 апреля 1996 года. Выпуск государственных ценных бумаг также регулирует закон «Об особенностях эмиссии и обращения государственных и муниципальных ценных бумаг» № 136-ФЗ от 29 июля 1998 года.

## Этапы эмиссии ценных бумаг
Стандартная эмиссия ценных бумаг предполагает следующие этапы :
- принятие решения о размещении эмиссионных ценных бумаг;
- утверждение решения о выпуске эмиссионных ценных бумаг;
- государственную регистрацию выпуска эмиссионных ценных бумаг;
- размещение эмиссионных ценных бумаг (передачу ценных бумаг первичным владельцам);
- государственную регистрацию отчета об итогах выпуска эмиссионных ценных бумаг или представление в регистрирующий орган уведомления об итогах выпуска эмиссионных ценных бумаг.

В ряде случаев процедура эмиссии ценных бумаг может отличаться от стандартной. Так, например, при учреждении акционерного общества или реорганизации юридических лиц, осуществляемой в форме слияния, разделения, выделения и преобразования, процедура эмиссии ценных бумаг выглядит следующим образом:
- принятие решения о размещении эмиссионных ценных бумаг;
- размещение эмиссионных ценных бумаг;
- утверждение решения о выпуске и отчета об итогах выпуска эмиссионных ценных бумаг;
- одновременная государственная регистрация выпуска и отчета об итогах выпуска эмиссионных ценных бумаг.

За злоупотребления при эмиссии ценных бумаг в Российской Федерации установлена уголовная ответственность.

## Цели эмиссии ценных бумаг
Цель эмиссии — это привлечение необходимых денежных средств.
Эмиссия ценных бумаг осуществляется эмитентами с одной из следующих целей:
- Формирование первоначального уставного капитала при учреждении акционерного общества;
- Увеличение уставного капитала акционерного общества;
- Консолидация или дробление ранее выпущенных ценных бумаг;
- Реорганизация акционерного общества или иных форм юридических лиц (при преобразовании в акционерное общество);
- Изменение объема прав, предоставляемых ранее выпущенными ценными бумагами хозяйственного общества;
- Пополнение собственного капитала (привлечение незаёмных инвестиций);
- Привлечение заёмных инвестиций.

## Данные, размещаемые в проспекте ценных бумаг
О размещаемых ценных бумагах в проспекте ценных бумаг сообщаются следующие данные:
1. общие сведения об акциях (категория, тип, форма акции);
2. порядок хранения и учёта прав на ценные бумаги;
3. общий объем выпуска (по номинальной стоимости);
4. количество размещаемых акций;
5. номинальная стоимость одной акции;
6. права, предоставляемые акциями;
7. общие данные об облигациях (серия и форма облигации, общий объем выпуска, количество размещаемых облигаций, номинальная стоимость одной облигации;
8. права, предоставляемые облигациями;
9. срок погашения облигации;
10. условия и порядок погашения облигаций;
11. данные об эмитенте ценных бумаг;
12. наименование организаций, осуществляющих учёт прав на ценные бумаги (регистраторов);
13. даты начала и окончания размещения ценных бумаг;
14. обеспечение по размещаемым облигациям;
15. сведения о стоимостных и расчетных условиях размещения ценных бумаг (цена размещения ценной бумаги и форма расчета);
16. условия и порядок оплаты ценных бумаг;
17. данные об организациях, принимающих участие в первичном размещении ценных бумаг (андеррайтерах);
18. направления использования средств от размещения ценных бумаг;
19. сведения о доходах по ценным бумагам;
20. порядок налогообложения доходов по размещаемым ценным бумагам и др.